# Vaccinium parvulifolium
Vaccinium parvulifolium är en ljungväxtart som beskrevs av Ferdinand von Mueller. Vaccinium parvulifolium ingår i Blåbärssläktet, och familjen ljungväxter. Inga underarter finns listade i Catalogue of Life.